# Napier City Rovers
Il Napier City Rovers è una società di calcio neozelandese, con sede a Napier.

## Storia
La squadra nacque nel 1973 dalla fusione del Napier Rovers e del Napier City.
La squadra ha vinto 4 campionati neozelandesi e 4 Chatham Cup e nella stagione 2001 ha partecipato ad una edizione della OFC Champions League, all'epoca chiamata OFC Club Championship, giungendo terza.
A seguito della riorganizzazione del campionato di calcio nazionale avvenuta nel 2004, il Napier City Rovers è passato a giocare nella Central Premier League, una lega semi-professionista che raccoglie società del centro e del meridione dell'Isola del Nord, mentre a rappresentare la città di Napier nel massimo campionato neozelandese è subentrato l'Hawke's Bay United.
Nel 2009 l'Istituto Internazionale di Storia e Statistica del Calcio ha inserito il Napier City Rovers all'ottavo posto dei migliori club del XX secolo dell'Oceania.

## Palmarès

### Competizioni nazionali
- Campionato neozelandese: 4

1989, 1993, 1998, 2000
- Chatham Cup: 5

1985, 1993, 2000, 2001, 2019

### Altri piazzamenti
- Campionato neozelandese:

Secondo posto: 1994, 1997, 2002
- Chatham Cup:

Finalista: 1997, 2015
Semifinalista: 1982, 1991, 1996, 1999
- OFC Champions League:

Semifinalista: 2001